# Louis Fendius
Louis Pierre Fendius (Luxemburg (land), 28 juni 1792 - 7 december 1861) was lid van het Belgisch Nationaal Congres.

## Levensloop
Louis Fendius was in 1826 getrouwd met Marie-Françoise Wirtgen (1799-1866). Hij werd in 1830 tot plaatsvervangend lid van het Nationaal Congres verkozen voor het arrondissement Luxemburg, maar zetelde al onmiddellijk vanwege de niet-aanvaarding van het effectief verkozen lid Charles Metz.
In april 1831 werd hij ook vrederechter benoemd in Esch.
Fendius was weinig aanwezig op de zittingen van het Congres, hoewel hij toch aan enkele van de grote stemmingen deelnam. Hij stemde voor de onafhankelijkheidsverklaring en voor de eeuwigdurende evictie van de Nassaus, voor de opeenvolgende kandidaten voor het koningschap, de hertog van Nemours en Leopold van Saksen Coburg. 
In de maand april 1831 liep het gerucht dat hij naar de 'vijand' was overgelopen en zich in Luxemburg was gaan onderwerpen aan de voor de Nederlandse regering opererende hertog van Saksen-Weimar. Met zijn brief van 10 april liet Fendius weten dat het om een vals bericht ging en dat hij Esch niet had verlaten, waar hij pas beëdigd was als vrederechter en met werk overstelpt was.
Fendius gaf zijn ontslag als Congreslid op 13 juni 1831.
In 1845 werd hij gemeenteraadslid van Luxemburg-stad en in 1854 schepen.